# Social-démocratie bulgare
Pour l’article homonyme, voir Social-démocratie bulgare (parti politique).
La Social-démocratie bulgare est constituée d'un ensemble disparate de partis politiques, plus ou moins grands et de tendance politique centre-gauche ou socialiste.

## Partis composant la sociale-démocratie bulgare
- Parti socialiste bulgare (ex-communiste)
- Parti des sociaux-démocrates bulgares
- Parti social-démocrate bulgare
- Parti social-démocrate
- Social-démocratie bulgare (ex-Euro-gauche bulgare)
- Mouvement politique "les Sociaux-démocrates"
- Mouvement pour l'humanisme social